# 掻巻

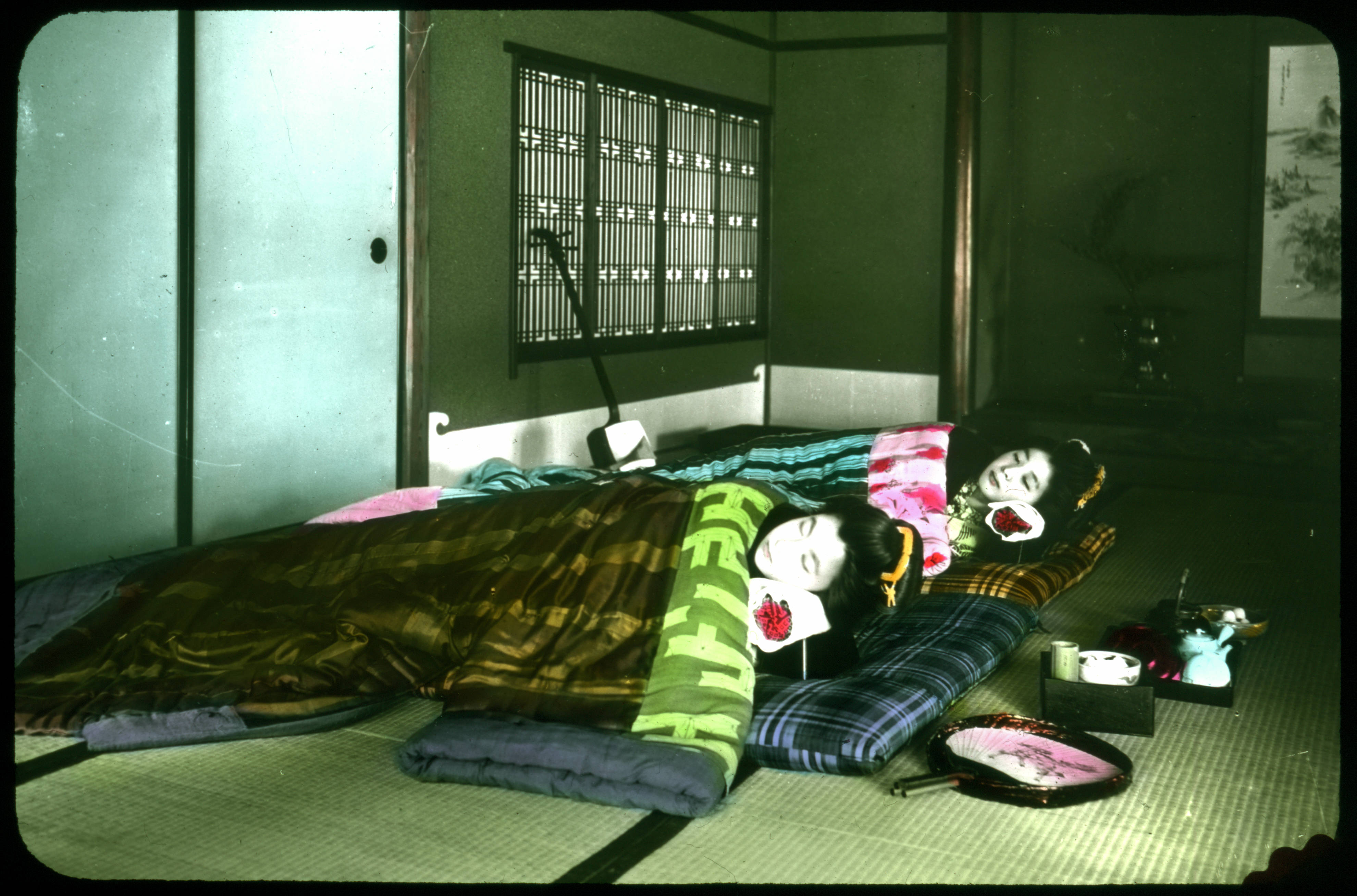
掻巻。明治末期

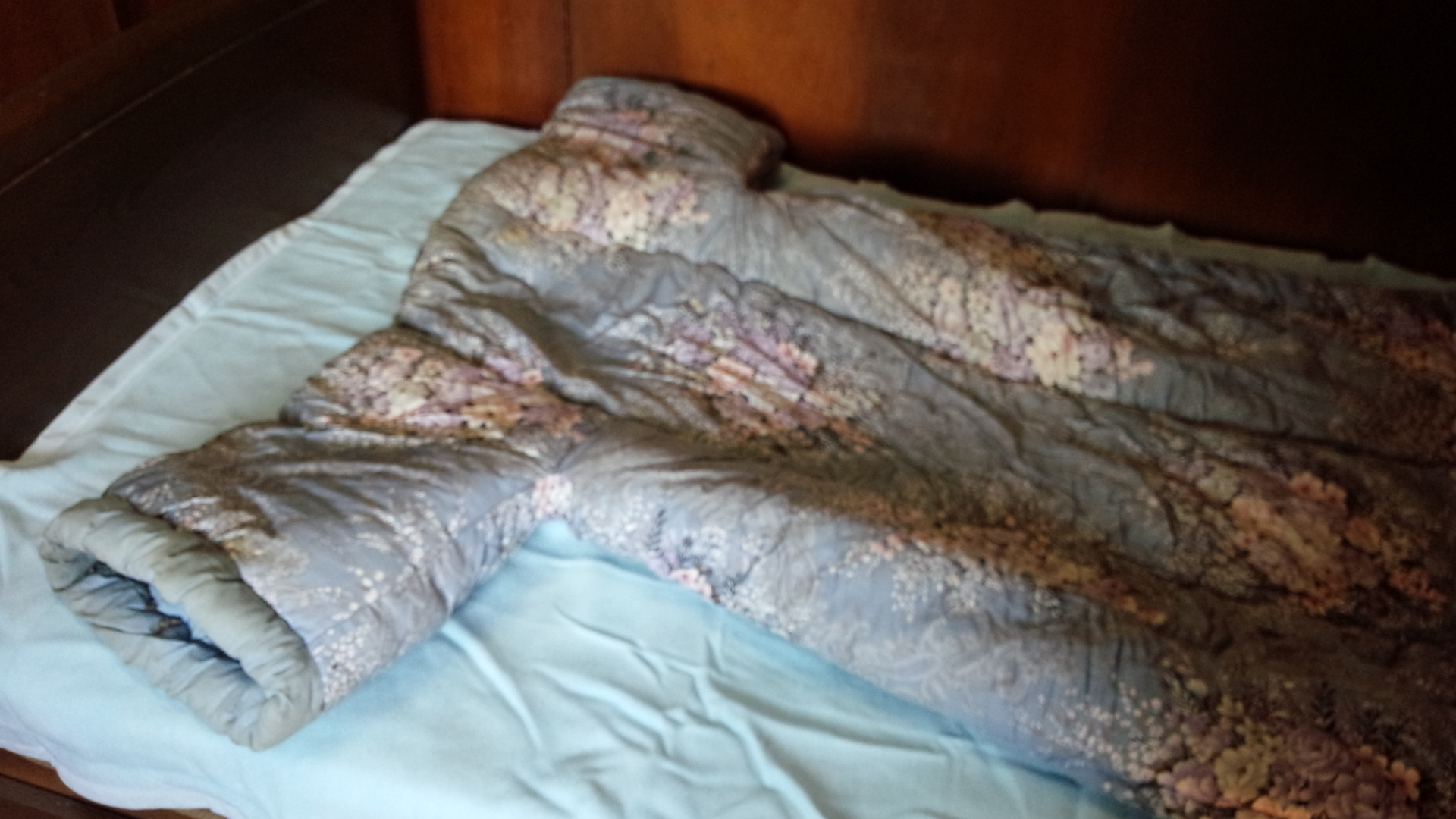
現代の掻巻

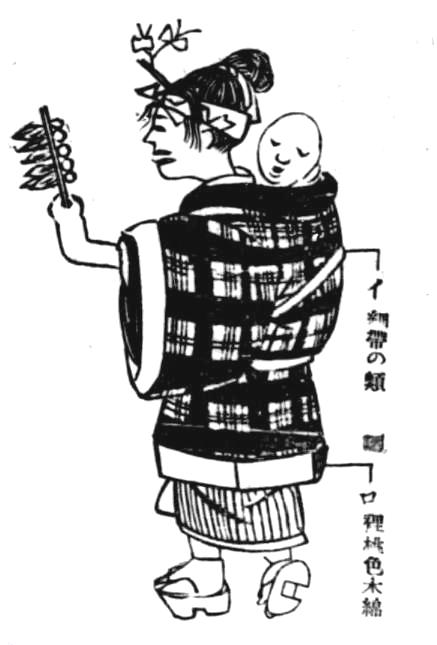
掻巻（かいまき）。江戸と京阪（関西）の文化比較をした喜田川季荘著『類聚近世風俗志：原名守貞漫稿』より。掻巻は京阪にはなく、江戸で赤ん坊のことを「ねんねこ」と言うことから、「ねんねこ半天」とも呼ばれる、とある。

掻巻（かいまき）とは、袖のついた着物状の寝具、防寒着のこと。
掻巻とは袖のついた寝具のことで、綿入れ半纏の一種である。掻巻は長着を大判にしたような形状で、首から肩を覆うことによって保温性に富む。
掛布団のように掛けて用いるほか、寒さの厳しい東北地方などでは帯を用いて使用されてきた。多くは冬の時期に使われていたが、子供に対しては寝冷え防止のため、通年で使う場合もあった。問題点としては、帯を用いた場合に寝返りを打ちにくく、暑くても布団のように払えないため、寝苦しくて起きた場合に帯をはずしてしか脱げないことが挙げられる。
掻巻は主に室内で使用され、戸外に着ていくことはない。綿入れのほか、同じ形状をした掻巻毛布もある。
現在では使用する家庭が少なくなってきている。
長野県南木曽町の特産品「なぎそねこ」は、ねんねこ袢纏の一種で綿入れ状の物だが、見た目は袖なしの、ちゃんちゃんこに近く薄手で軽い。同種に「市田ねこ」もある。

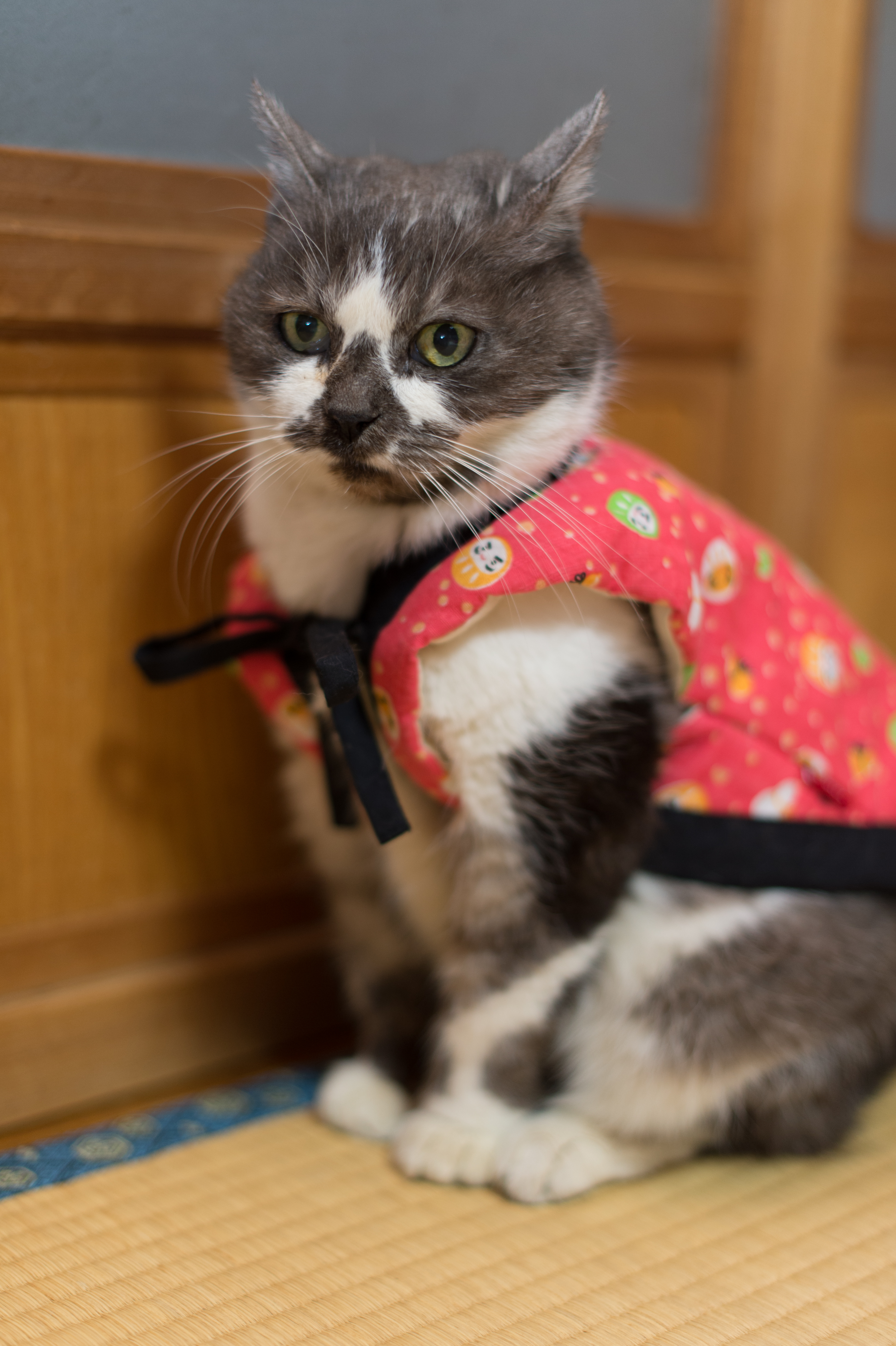
「ねこ」を着た猫